# Zalaszentgyörgy
Zalaszentgyörgy község Zala vármegyében, a Zalaegerszegi járásban.

## Fekvése
A falu a Zala három teraszszintjén helyezkedik el. A Kemeneshát itt ér véget, annak a Zala völgyére meredeken leereszkedő dombvonulatai határolják, melyeket a folyóra merőlegesen kifutó patakok szabdaltak fel.
Zalaegerszegtől nyugatra 13, Bagodtól nyugatra 3, Zalacsébtől keletre 4, Kávástól északra 2 kilométerre található. A legközelebbi város Zalalövő, 9 kilométerre.

### Megközelítése
Közúton a 76-os úttól néhány kilométerre, a Bagod-Zalalövő között húzódó 7411-es úton, illetve Teskánd és Kávás felől a 7409-es úton érhető el.
Érinti a 25-ös számú Bajánsenye–Zalaegerszeg–Ukk–Boba-vasútvonal is, amelynek egy megállója van a község területén, Zalaszentgyörgy megállóhely.

## Története
A település a nevét a Zala folyóról és a templom védőszentjéről, Szent Györgyről kapta. A faluról az első írásos dokumentum 1326-ból való. Ez Rezneky-birtokként említi, sőt a Zalán működő kétkerekű malomról is szól.
1332-ben Zenthgyurgy, 1473-ban Zalay-zenthgywrgh formában található az iratokban. Temploma valószínűleg a 13. században épült román stílusban, a gótika néhány jellemzőjével. A régi plébánosok közül megemlíthető 1403-ból Tamás, 1554-ből Benedek. A falu Zsigmond király idején többször cserélt gazdát, majd 1523-tól az egervári várkastély tartozéka lett. Az 1550-es években Nádasdy Tamás és felesége, Kanizsai Orsolya és fiuk, Nádasdy Ferenc vette birtokba.
1672-ben még az egervári uradalom része volt. A török földesúr a fehérvári Hadgy bég, a magyar pedig Széchenyi György volt. Az összeírás megemlíti, hogy a templom jó állapotban van, és a malom is működik a Zala folyón. A lakosok ebben az időben részben katolikusok, részben lutheránusok voltak.
1720-ban Széchenyi Zsigmond mint birtokos készíttetett írást a birtokain folyó gazdálkodásról és az ott élő népek (neki befolyó) terheiről.
1748-ban a falut magyarok és vendek lakták, vallási megosztás szerint 24 fő volt lutheránus, a többi katolikus.
1749-ben Széchenyi Ignác eladósodván, birtokai egy részét örökjogon eladta Batthyány Lajos grófnak. Az eladott birtokok között volt Zalaszentgyörgy is. Az írásos megegyezés tartalmazta a birtokleltárakat és az éves jövedelmet tételesen.
Érdekes helyneveket is felsorol, mint „vad almás”, „Egywed földje”, „az ganéjos” „görbe földek”, „csörgő kút fölött”, „tompa halastó mellett”, „nagy gyöp” és más területet. Részletes leírás van a fűrészmalomról és az úrsági kúriáról is, majd szól több halastóról. Más levelek arról szólnak, hogy a Széchenyi család más tagjai nem szerették volna, hogy Szentgyörgy possessio (birtok) idegen kézre kerüljön, és felszólították Ignácot, hogy tudassa, miért adósodott el, mert akkor a család hajlandó meggondolni a kifizetését. Ignác viszont szerette volna az adásvételt családját megelőzve minél hamarabb nyélbe ütni, mert a hitelezők nagyon szorongatták.
Ettől kezdve a Batthyányi család leveleiből és hivatalos irataiból lehet a faluról tudni. A Batthyányiak ekkor nádori méltóságot töltöttek be, mégis nehezen tudták érvényesíteni jogaikat, mert messze voltak. Megtörtént például az, hogy a böröndiek egy éjszaka elhordták a szentgyörgyiek által kivágott urasági tűzifát. Arról van levél, hogy a tulajdonos megfenyegeti a tolvajokat, de arról nincs, hogy visszakapta-e a tűzifáját.

## Címere leírása
Címere arany szegéllyel ellátott, ívelt pajzson vörös mezőben a Sárkányölő Szent György képe látható, piros és ezüst színezésben. Két oldalt arany és vörös barokk foszlányok díszítik. A pajzs tetején kosárban aranyszínű cserfalevelek és búzakalászok. A Szent György-szobor az Árpád-kori falu és temploma múltját, a vörös szín a sok évszázados véres küzdelmet jelenti a megmaradásért. A cserfalevél a mindenkori erdőgazdálkodást, a búza a gabonatermesztést szimbolizálja.

## Polgárőrség
A településen polgárőrség működik.

## Közélete

### Polgármesterei
- 1990–1994: Császár László (KDNP)[4]
- 1994–1998: Cs. Császár László (KDNP)[5]
- 1998–2002: Császár László (független)[6]
- 2002–2005: Császár László (független)[7]
- 2005–2006: Kovács Dezső (független)[8]
- 2006–2010: Kovács Dezső (független)[9]
- 2010–2014: Kovács Dezső (független)[10]
- 2014–2019: Kovács Dezső (független)[11]
- 2019–2024: Kovács Dezső (független)[12]
- 2024– : Dömötörné Kozma Patrícia (független)[1]

A településen 2005. április 17-én időközi polgármester-választást tartottak, az előző polgármester halála miatt.

## Nevezetességei

Boldogfai Farkas Ferenc (1713–1770) zalai alispán (sümegi Urunk Mennybemenetele temploma karzatán)

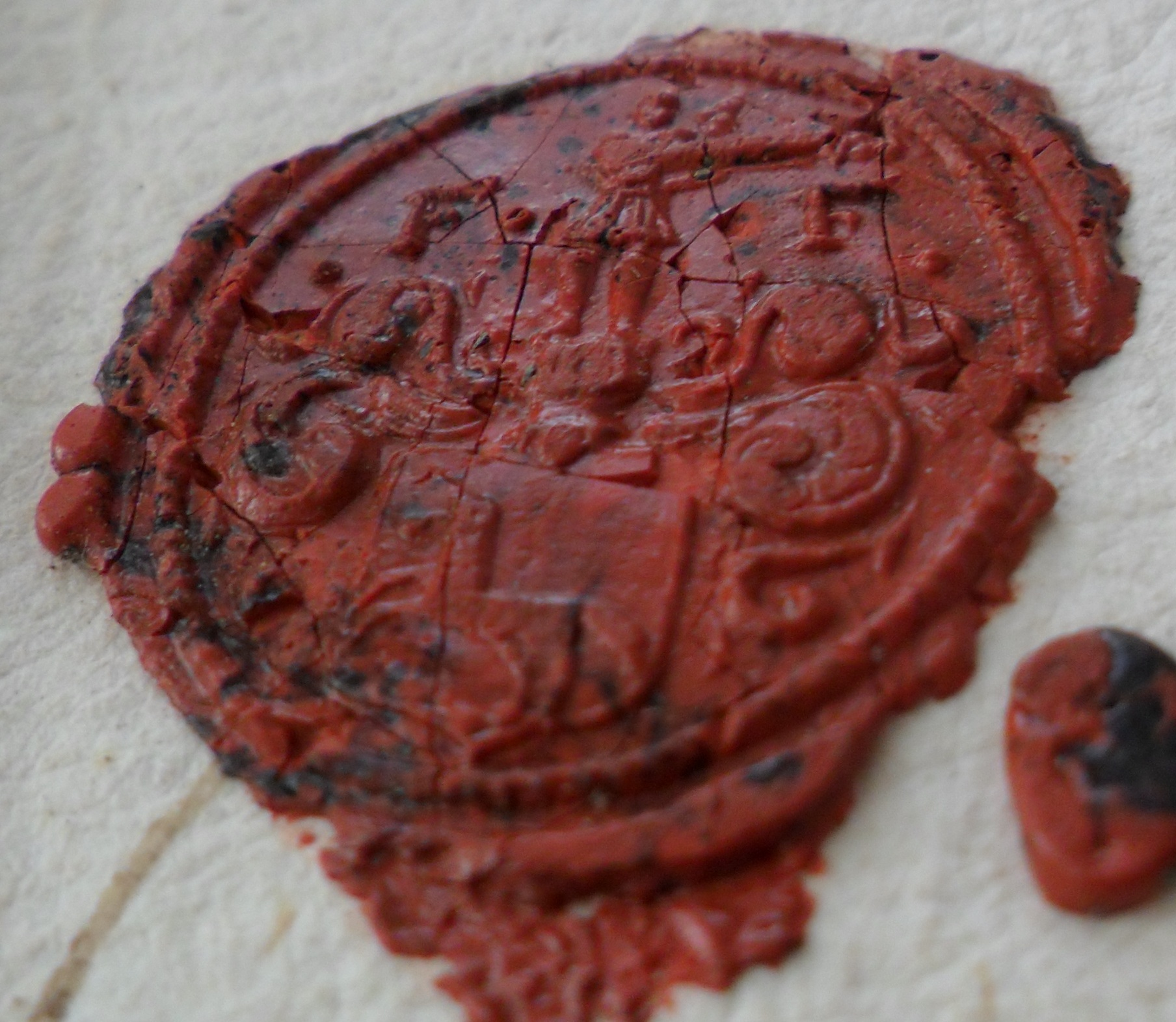
Boldogfai Farkas Ferenc (1713–1770), Zala vármegyei alispán, táblabíró címeres viaszpecsétje

A 13. században Szent György tiszteletére román stílusban épült templom, a 14. század folyamán bővítve, részben gótikus stílusban átalakítva. A török időkben károsodott, 1756-ban – már barokk stílusban – helyreállították.

### Zélpusztai Szentháromság-kápolna
A falutól kb. 3 km-re északnyugatra fekszik Zélpusztán (régen Nemes-Zéll vagy egyszerűen Zél) az 1767-ben felszentelt barokk kápolna, amelyet boldogfai Farkas Ferenc (1713–1770) zalai alispán építtetett, és 230 embert tudott befogadni. Az alispán fia Farkas Ferenc (1742–1807) jezsuita szerzetes az első miséjét a templomban tartotta.
A zéli földbirtok eredetileg a nemesi származású Sidy család sarja sidi Sidy Mihály (†1711) egervári helyettes kapitányé volt, aki felesége, szenterzsébeti Terjék Mária révén szerezte meg. Az régi tulajdonosa, nemes Horváth János özvegye, Zély Piroska 1643-ban örök jogon eladta 200 tallérért szenterzsébeti Terjék Jánosnak, Sidy Mihályné édesapjának. 1701. december 17-én Sidy Mihály zálogba adta a zélpusztai birtokot szentgyörgyvölgyi falubelieknek, gróf Széchenyi György jobbágyainak, 120 forintért. Később, Sidy Mihály unokája, boldogfai Farkas Ferenc (1713–1770) alszolgabíró 1749. december 22-én visszaváltotta, és majd odaköltözött családjával, ahonnan irányította a többi földbirtokát. Farkas Ferencné barkóci Rosty Anna (1722–1784) 1779-ben megírt végrendeletében a zélpusztai földbirtokot boldogfai Farkas László (1747–1796) fiára hagyta, aki időskorában a gondját viselte, és akinél lakott. Farkas László és lovászi Jagasics Margit (1764–1818) egyetlen fia, boldogfai Farkas György (1788–1823), örökölte a birtokot édesapja halála után. Boldogfai Farkas György korai elhunyta után, Szladovits Erzsébettől született egyetlen lánya gyulai Gaál Károlyné boldogfai Farkas Franciska (1813–1895) lett az egyetlen örökös. Lánya, névedi Botka János 1848-as honvédszázadosné gyulai Gaál Matild (1837–1921) ott temette el édesanyját.
Manapság a templom elhagyott, és a kripta megszentségtelenített.
A Zélpuszta mellett folyó Zél-patak felduzzasztásával kialakított horgásztavak.

## Népesség
A település népességének változása:
| Lakosok száma | 408  | 400  | 399  | 381  | 418  | 437  | 406  |
|               | 2013 | 2014 | 2015 | 2021 | 2022 | 2023 | 2024 |

A 2011-es népszámlálás idején a nemzetiségi megoszlás a következő volt: magyar 94,6%, német 2,7%. cigány 1,2%. A lakosok 77,6%-a római katolikusnak, 2,95% reformátusnak, 1,23% evangélikusnak, 5,2% felekezeten kívülinek vallotta magát (12,3% nem nyilatkozott).
2022-ben a lakosság 88,5%-a vallotta magát magyarnak, 1% németnek, 0,5% románnak, 0,2% bolgárnak, 3,6% egyéb, nem hazai nemzetiségűnek (10,8% nem nyilatkozott; a kettős identitások miatt a végösszeg nagyobb lehet 100%-nál). Vallásuk szerint 49,8% volt római katolikus, 2,2% református, 1% evangélikus, 0,5% izraelita, 0,7% egyéb keresztény, 1,9% egyéb katolikus, 9,3% felekezeten kívüli (34,7% nem válaszolt).